# Hygrophila biplicata
Hygrophila biplicata är en akantusväxtart som först beskrevs av Christian Gottfried Daniel Nees von Esenbeck, och fick sitt nu gällande namn av Sreemadh.. Hygrophila biplicata ingår i släktet Hygrophila och familjen akantusväxter. Inga underarter finns listade i Catalogue of Life.